# Riccardo Calafiori
Riccardo Calafiori (19. květen 2002 Řím, Itálie) je italský fotbalista, který hraje na pozici obránce za anglický Arsenal a za italskou reprezentaci.

## Přestupy
- z Řím do Basilej za 2 600 000 Euro
- z Basilej do Boloňa za 4 000 000 Euro
- z Boloňa do Arsenal za 45 000 000 Euro

## Statistika

### Klubová
| Sezóna            | Klub              | Liga              | Liga   | Liga | Domácí poháry | Domácí poháry | Domácí poháry | Kontinentální poháry | Kontinentální poháry | Kontinentální poháry | Celkem | Celkem |
| Sezóna            | Klub              | Soutěž            | Zápasy | Góly | Soutěž        | Zápasy        | Góly          | Soutěž               | Zápasy               | Góly                 | Zápasy | Góly   |
| ----------------- | ----------------- | ----------------- | ------ | ---- | ------------- | ------------- | ------------- | -------------------- | -------------------- | -------------------- | ------ | ------ |
| 2019/20           | Řím               | Serie A           | 1      | 0    | IP            | 0             | 0             | EL                   | 0                    | 0                    | 1      | 0      |
| 2020/21           | Řím               | Serie A           | 3      | 0    | IP            | 0             | 0             | EL                   | 5                    | 1                    | 8      | 1      |
| 2021/22           | Řím               | Serie A           | 6      | 0    | IP            | 0             | 0             | EKL                  | 3                    | 0                    | 9      | 0      |
| Celkem za Řím     | Celkem za Řím     | Celkem za Řím     | 10     | 0    | -             | 0             | 0             | -                    | 8                    | 1                    | 18     | 1      |
| 2022              | Janov             | Serie A           | 3      | 0    | -             | 0             | 0             | -                    | 0                    | 0                    | 3      | 0      |
| 2022/23           | Basilej           | Super League      | 23     | 0    | ŠP            | 3             | 0             | EKL                  | 8                    | 1                    | 34     | 1      |
| 2023              | Basilej           | Super League      | 3      | 0    | ŠP            | 0             | 0             | EKL                  | 1                    | 0                    | 4      | 0      |
| Celkem za Basilej | Celkem za Basilej | Celkem za Basilej | 26     | 0    | -             | 3             | 0             | -                    | 9                    | 1                    | 38     | 1      |
| 2023/24           | Boloňa            | Serie A           | 30     | 2    | IP            | 3             | 0             | -                    | 0                    | 0                    | 33     | 2      |
| 2024/25           | Arsenal           | Premier League    | ?      | ?    | AP+ALP        | ?+?           | ?             | LM                   | ?                    | ?                    | ?      | ?      |
| Celkově           | Celkově           | Celkově           | 69     | 2    | -             | 6             | 0             | -                    | 17                   | 2                    | 92     | 4      |

### Reprezentační

#### Statistika na velkých turnajích
| Reprezentace | Rok     | Zápasy             | Zápasy | Zápasy     | Zápasy           | Zápasy           | Zápasy   |
| Reprezentace | Rok     | Fáze turnaje       | Datum  | Soupeř     | Odehraných minut | Vstřelené branky | Výsledek |
| ------------ | ------- | ------------------ | ------ | ---------- | ---------------- | ---------------- | -------- |
| Itálie       | ME 2024 | 1 zápas ve skupině | 15. 6. | Albánie    | 90               | 0                | 2:1      |
| Itálie       | ME 2024 | 2 zápas ve skupině | 20. 6. | Španělsko  | 90               | 0                | 0:1      |
| Itálie       | ME 2024 | 3 zápas ve skupině | 24. 6. | Chorvatsko | 90               | 0                | 1:1      |

## Úspěchy

### Reprezentační
- 1× na ME (2024)